# Potentilla indica
Fraisier de Duchesne
Pour les articles homonymes, voir Faux fraisier.
Espèce
Classification APG III (2009)
Potentilla indica (anciennement Duchesnea indica), le Fraisier des Indes, Fraisier de Duchesne ou Fraisier à fleurs jaunes, est une espèce de plantes à fleurs de la famille des Rosaceae.
C'est une plante herbacée vivace stolonifère qui a un caractère envahissant dans les milieux qui lui conviennent, concurrençant même la fraise des bois.

## Étymologie
Duchesnea est un hommage à Antoine Nicolas Duchesne, botaniste auteur d'un ouvrage sur l'histoire naturelle des fraises.

## Synonymes
- Potentilla indica (Andrews) F.T. Wolf
- Fragaria indica Andrews - non accepté par ITIS

## Distribution
Duchesnia indica est originaire d'Asie : d'Afghanistan, de l'Inde, d'Indonésie, du Japon, de la Corée et du Nord de la Chine.
Il croît en montagne, dans les prairies, le long des allées forestières, sur le bord des rivières.

## Espèce envahissante
Duchesnea indica aurait été introduit en Europe dès le XVIIe siècle comme plante décorative.
Il s'est localement naturalisé au point de proliférer en couvrant la quasi-totalité du sol, de même ensuite qu'en Amérique centrale et Amérique du Sud (probablement à partir d'échappées de jardins).
En Belgique, cette espèce est considérée comme envahissante et sa plantation est interdite en Région wallonne depuis le 1er janvier 2013.

## Description

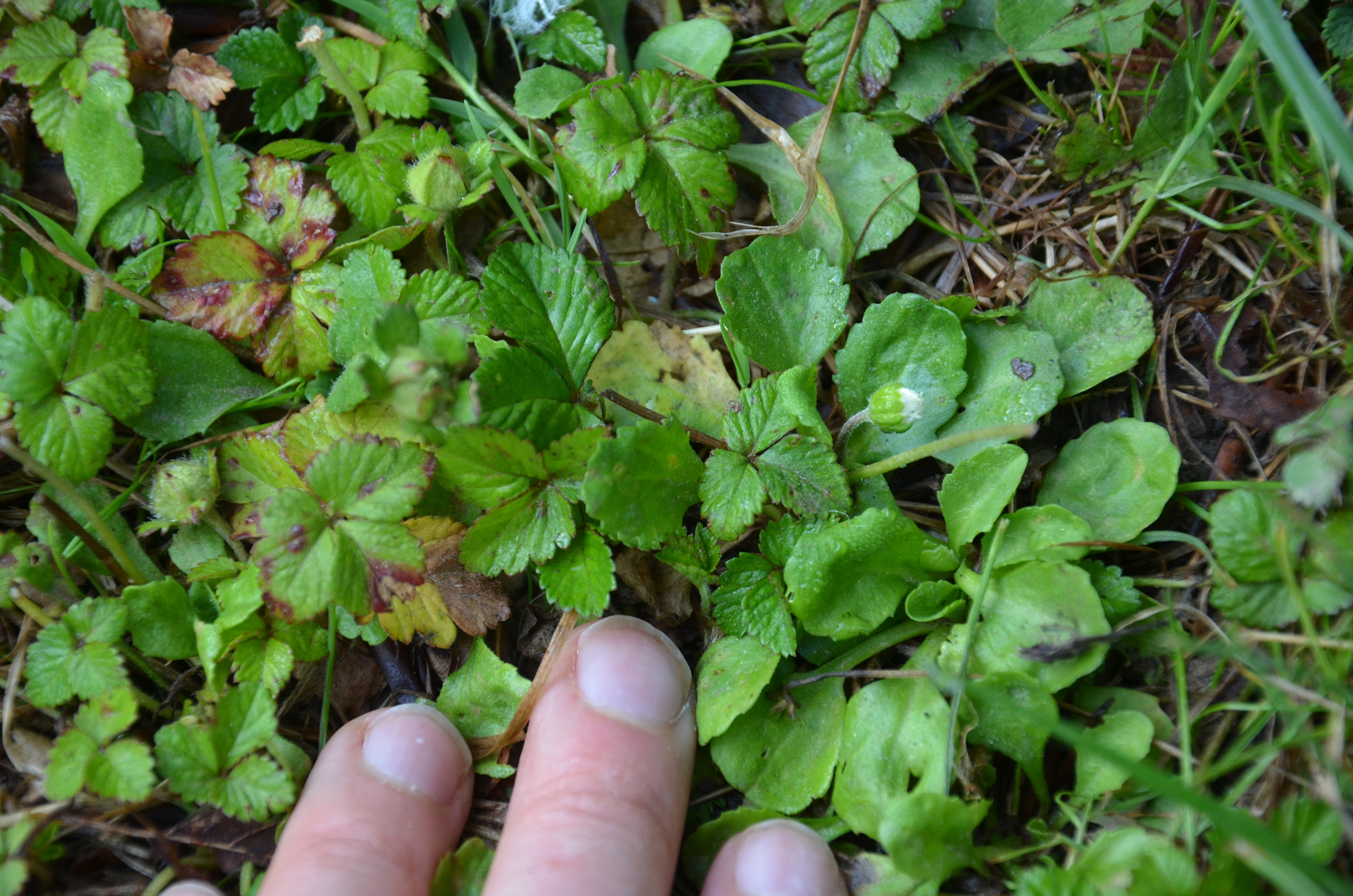
Dans une strate herbacée piétinée, le fraisier des Indes, s'est adapté en produisant des feuilles plus petites, des stolons moins longs et des fruits un peu plus petits.

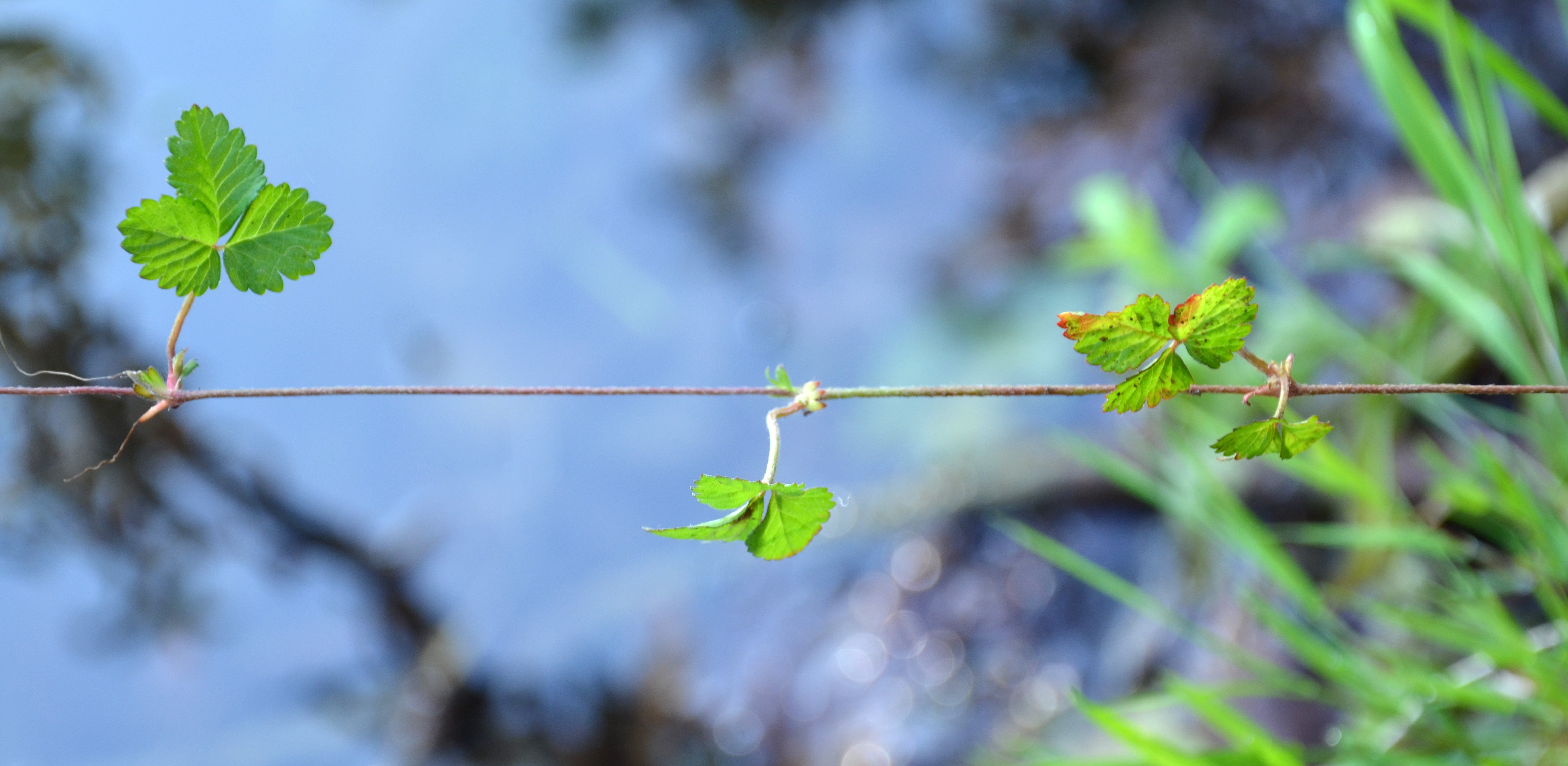
Stolon (tendu pour la photo) et ses « plantes-filles » pas encore enracinées.

### Feuilles
Les feuilles sont à 3 folioles obovées, de 1-5 × 1-3 cm, à marge crénelée, avec un pétiole de 2-5 cm de long.

Elles ressemblent à celles des fraises des bois. La couleur est légèrement différente, de même que la pilosité.

### Stolons
La plante produit des fruits, mais ce sont les stolons qui lui permettent de rapidement coloniser un terrain, de manière très concurrentielle face au fraisier des bois quand il est présent.

Chaque plante-mère pérenne génère des stolons de 30 à 100 cm de long qui donnent naissance à des plantes filles (dont le système racinaire diffère).

### Fruit
Il ressemble de loin à celui de la fraise des bois (baie rouge vif à maturité, de 1-2 cm de diamètre), mais sa chair est blanche et insipide, parfois sèche. Une consommation excessive est susceptible de provoquer des troubles digestifs.
Ses baies sont dressées et pointent vers le ciel, alors que celles des fraisiers sont retombantes.
Les fruits ne sont pas habituellement consommés mais peuvent l'être occasionnellement en situation de survie.[réf. nécessaire] Dans la nature, une parcelle de 2,5 m² peut donner 150 g de fruits par an. D'après certains auteurs[Lesquels ?] sa consommation excessive pourrait entraîner des troubles digestifs.
- Sucre 3,4 %
- Protéine 1,6 %
- Cendre 1,6 %
- Vitamine C 6,3 mg pour 100 ml de jus

### Fleur
Ses pétales jaunes permettent de différencier cette espèce des fraisiers comestibles dont les pétales sont blancs.
Les fleurs sont solitaires, jaunes et à long pédoncule. Elles comportent :
- cinq pétales jaunes, ne se touchant pas, non échancrés ou à peine ;
- un calice un peu denté ;
- un épicalice à cinq pièces très développées, plus large que la corolle avec trois lobes nets pour chaque pièce ;
- vingt à trente étamines et de nombreux carpelles libres.

La floraison a lieu de mai à août, avec quelques fleurs visibles jusqu'en décembre.

### Racines
Une étude sud-américaine a comparé morphologiquement et anatomiquement les structures primaire et secondaire du système racinaire de Duchesnea indica (Andrews) Focke, Fragaria vesca L. et Potentilla tucumanensis. Castagnaro & Arias ont montré que si les trois espèces ont une racine principale pivotante (à ramifications variables), elles présentent des différences :
- chez D. indica et P. tucumanensis la plante mère ne forme pas de racines adventives, alors chez F. vesca, elles présentent des racines séminales à structure primaire diarche et secondaire avec polyderme, et des racines adventives diarches à pentarches. La structure primaire des racines est diarche et la secondaire sans polyderme ;
- chez D. indica et F. vesca, les plantes filles forment des racines adventives diarches à polyarches. Il ne semble y avoir des trachées que chez F. vesca et P. tucumanensis.

Le nombre de pôles de protoxylème et la présence de trachées et de polyderme constituent des éléments diagnostiques complémentaires pour l’identification de ces espèces.
Il est possible que la mycorhization joue un rôle dans le caractère plus ou moins compétitif des vrais ou faux fraisiers.

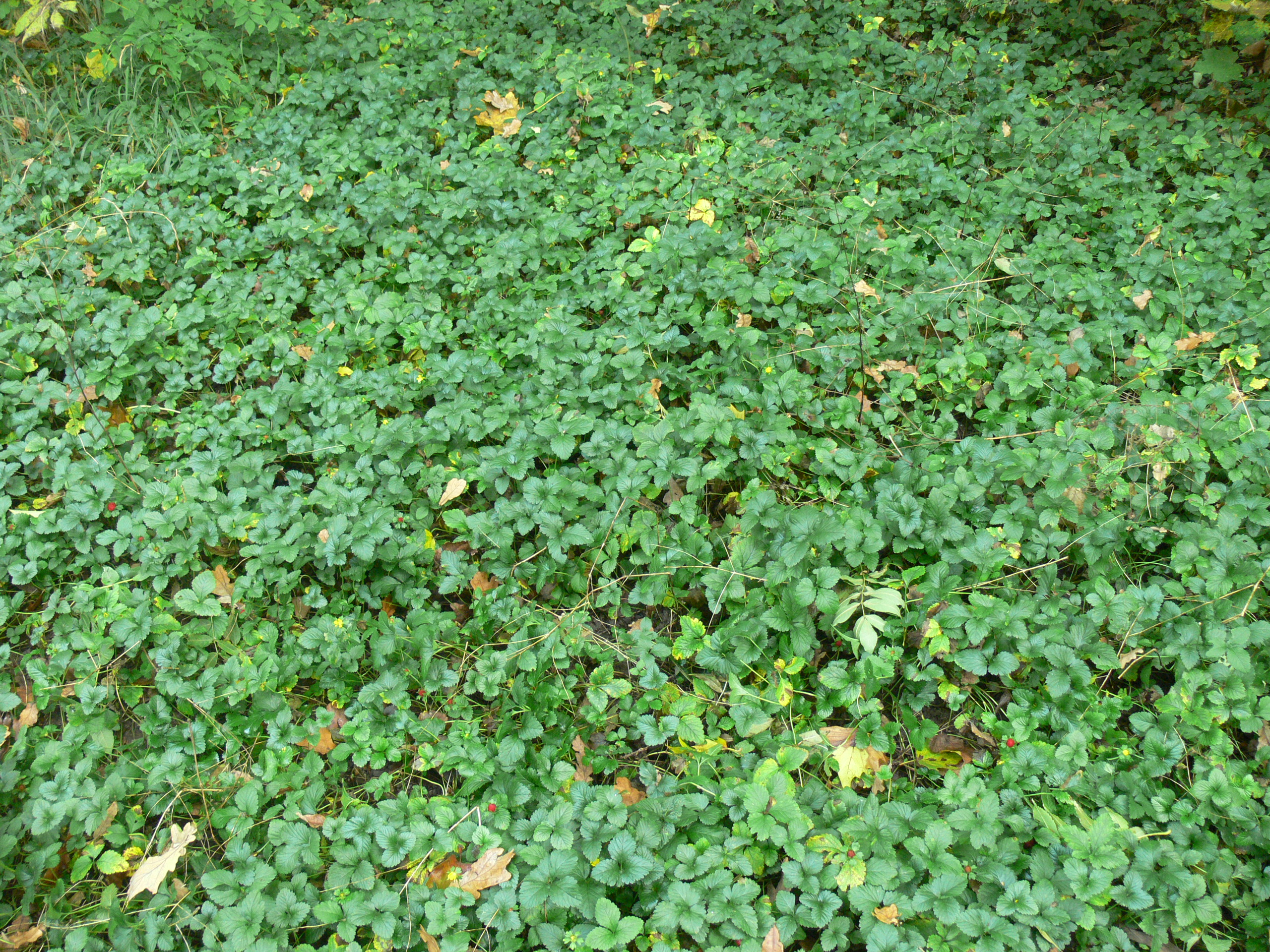
Duchesnea indica, espèce envahissante, en peuplement dense.
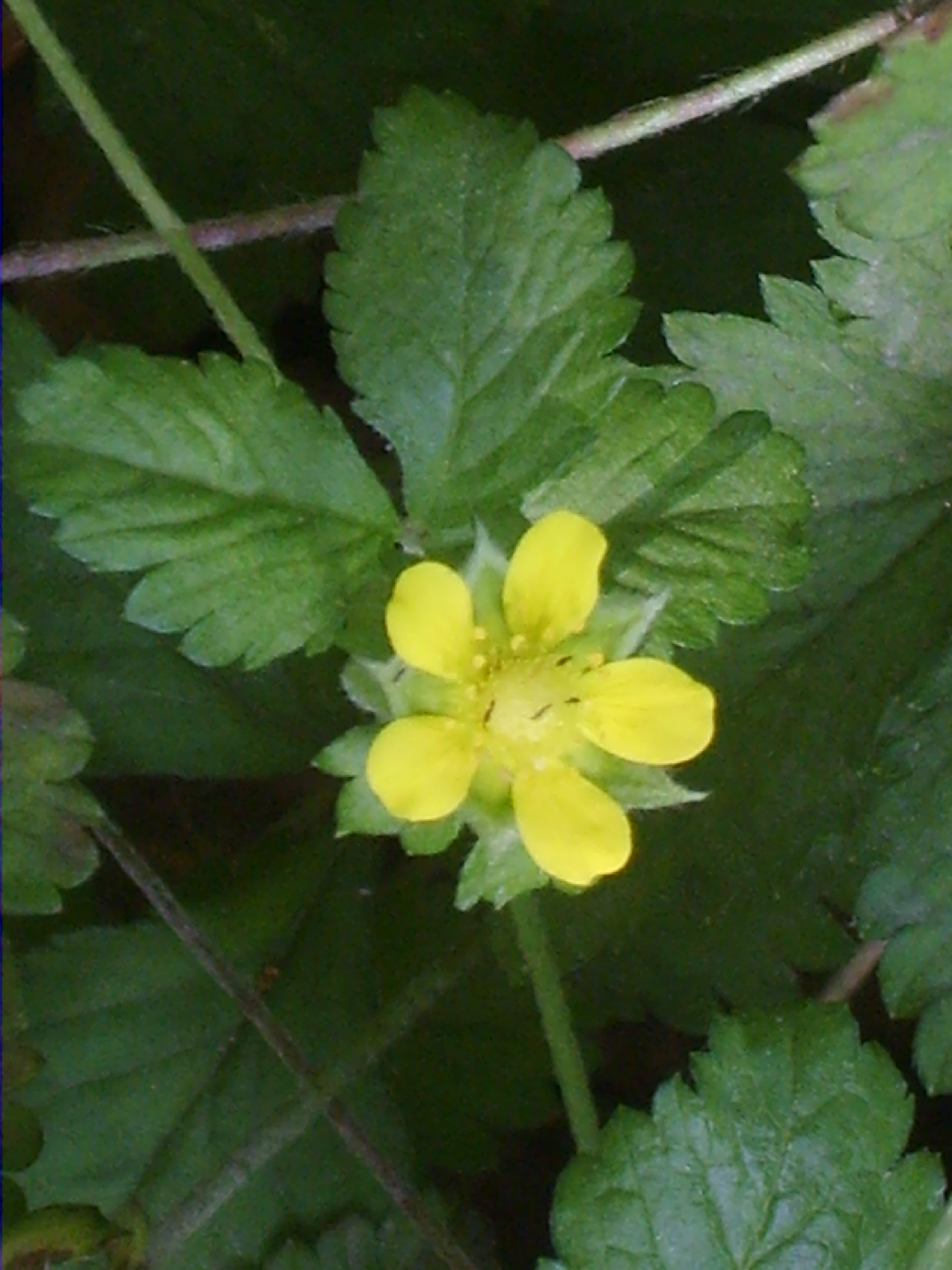
Fleur jaune de Duchesnea indica.
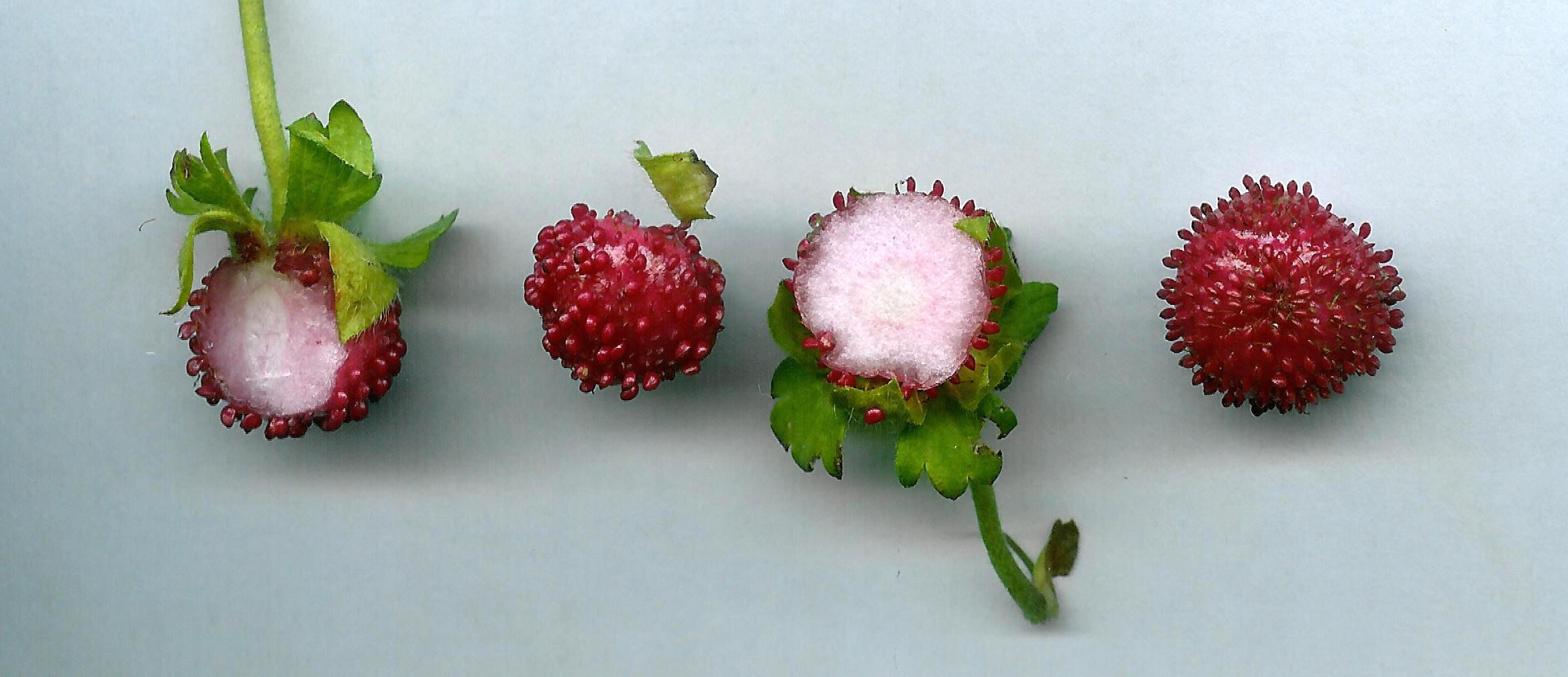
Faux-fruit, dit fraise d'Inde (coupe).
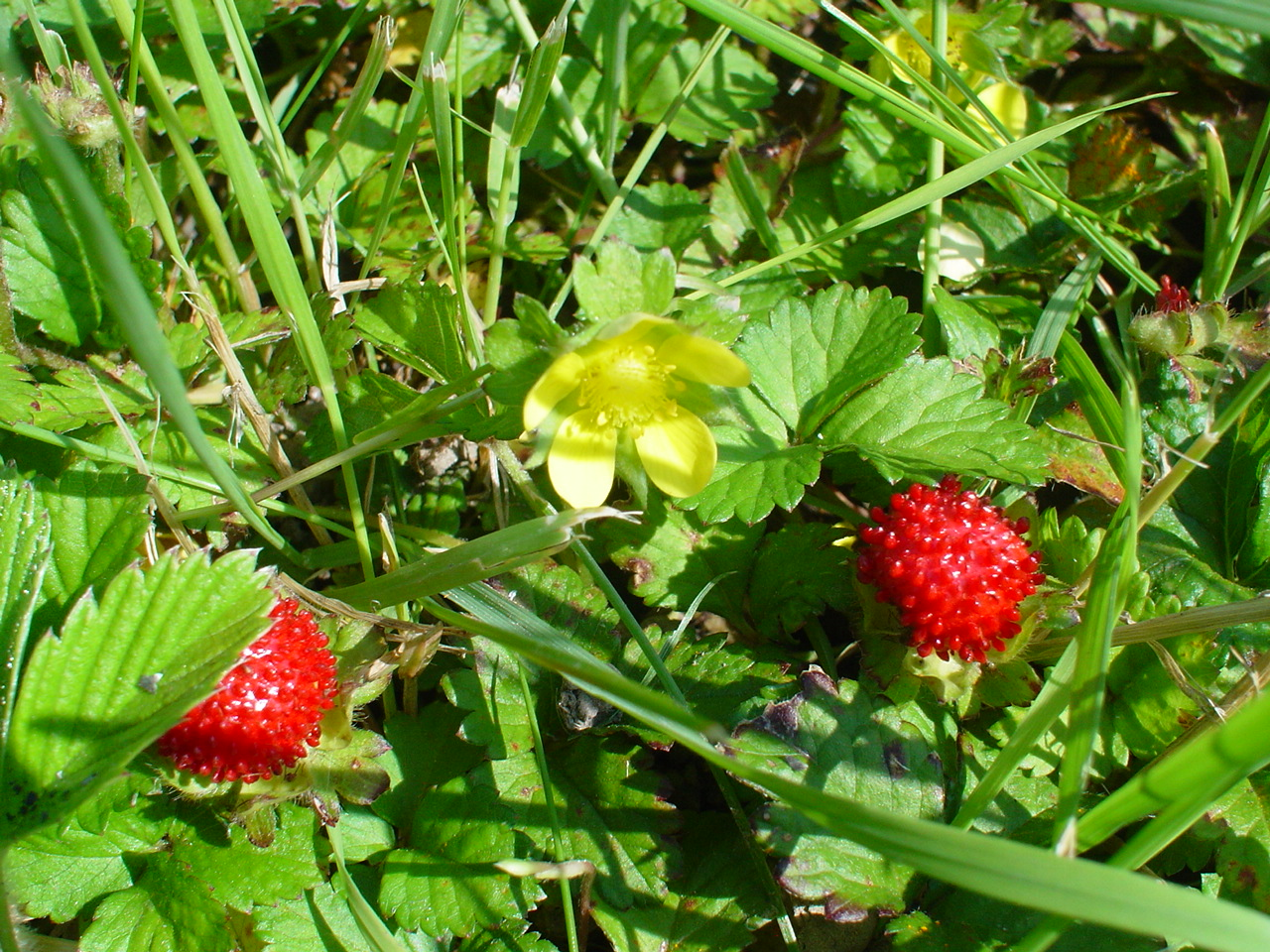
Fleur et faux-fruits.
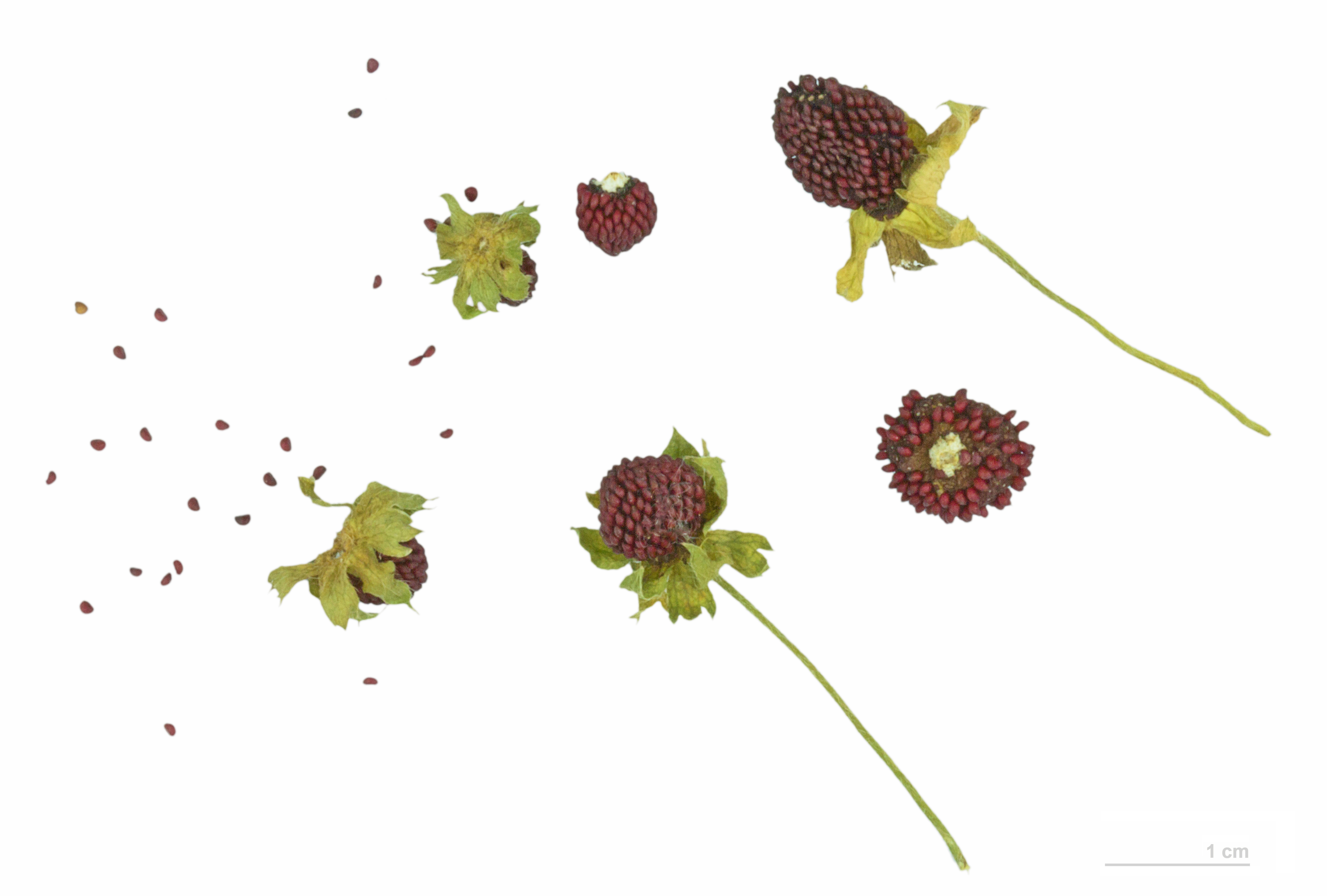
Akènes et faux-fruits.

## Propriétés
Cette petite plante ressemble beaucoup au fraisier sauvage (Fragaria vesca) avec lequel elle est souvent confondue. Ici les fleurs sont jaunes tandis qu'elles sont blanches chez le fraisier comestible, le fruit (réceptacle floral charnu) est plus sphérique. La confusion n'est pas grave car ces fausses fraises insipides ne sont pas toxiques.

## Usages médicinaux en Asie
En Chine, la plante, connue principalement sous le nom de « fraisier des serpents », est utilisée comme plante médicinale, toute la plante étant utilisable (feuille, fruit, racine, fraîches ou sèches). Elle y est réputée avoir des propriétés anticancéreuses (en association avec d'autres espèces, antiseptiques, anticoagulantes, dépuratives et fébrifuges). Alors que les feuilles séchées sont en préparation huileuses utilisées pour traiter les brûlures et l'eczéma, des cataplasmes de feuilles fraîches sont réputées efficaces contre les morsures de serpents, piqûres d'insectes, abcès et furoncles[réf. nécessaire]. Le fruit y est parfois utilisé dans des boissons alcoolisées.[citation nécessaire]
On trouve également la plante sur l'île de La Réunion, où elle est répandue. Elle y est appelée fraise marron, fraise crapaud ou fraise de l'eau .

## Hybridation
- Duchesnea × hara-kurosawae provient du croisement de la présente espèce Duchesnea indica avec Duchesnea chrysantha, réputée originaire du Japon.
- Duchesnea × Fragaria – essais réussis avec Duchesnea (qui a une ploïdie très variable mais basée aussi sur n=7 : 2x=14, 3x=21, 4x=28, 7x=49, 8x=56, 12x=84) en parent femelle et Fragaria vesca, viridis, ×bifera, nilgerrensis en mâle. Peu d'akènes arrivent à maturité et les embryons sont généralement mais pas toujours sublétaux.